# Question?
Question?（クエッション）は、ジャニーズJr.内のバンドユニットである。2004年結成。テレビ番組『ザ少年倶楽部』のバックバンド演奏などを手がけている。

## メンバー
- 淀川由浩（よどがわ よしひろ、1983年9月9日 - 、東京都生まれ、O型）[3]ドラム担当[2]
- 藤家和依（ふじいえ かずより、1984年12月3日 - 、東京都生まれ、AB型）[3]ベース担当[2]
- 石垣大祐（いしがき だいすけ、1985年6月28日 - 東京都生まれ、A型）[3]キーボード担当[2]
- 伊郷アクン（いごう あくん、1988年4月19日 - 、神奈川県生まれ、A型）[3]ギター担当[4]
- 後藤泰観（ごとう ひろみ、1989年7月20日 - ）バイオリン担当[5]

### 元メンバー
- 野田優也（のだ ゆうや、1984年7月13日 - ）ギター担当[6]
- 米村大滋郎（よねむら だいじろう、1984年8月8日 - 、鹿児島県生まれ、B型）[3]ギター・ボーカル担当[2]

## 略歴
2004年に米村大滋郎・淀川由浩・藤家和依・野田優也の4人でQuestion?を結成。その後米村・淀川・藤家の3人での活動となり、2006年に伊郷アクンが加入し再び4人組となる。
2007年1月2日から7日に開催されたコンサート『2007 謹賀新年 あけましておめでとう ジャニーズJr.大集合』に石垣もメンバーとして出演。5人組となり、グループで初めて舞台『青春デンデケデケデケ』の主演をつとめる。同年12月に事務所の先輩である近藤真彦との期間限定ユニット・MATCHY with QUESTION?の結成が発表され、同ユニットとしてのシングル『目覚めろ!野性』を2008年1月23日に発売。テレビ東京系アニメ『NARUTO -ナルト- 疾風伝』のエンディングテーマに起用された。2月3日には横浜アリーナでCDプレミアムイベント「MATCHY with QUESTION? 〜BIG PREMIUM〜 in 横浜アリーナ」を開催。ユニットは2008年2月14日まで活動した。
2009年3月から5月にかけて行われたツアー「QUESTION　FIVE　FLOWERS」は5人で出演していたが、その後米村が脱退。10月に後藤泰観が加入し、新生Question?がスタートする。

## オリジナル曲
JASRAC 作品データベース検索サービスにてアーティスト名に「Question?」を含む楽曲の検索結果をもとに記述。
- DEAR… （作詞：藤家和依、作曲：米村大滋郎） - JASRAC作品コード：146-4098-8。
- 会いたい（作詞・作曲：藤家和依） - JASRAC作品コード：183-5614-1。
- 感じてみろ（作詞・作曲：飯岡隆志） - JASRAC作品コード：126-6172-4。
- 君への約束（作詞：藤家和依、作曲：藤家和依・石垣大祐） - JASRAC作品コード：178-3425-2。
- 情熱系男子 （作詞・作曲：淀川由浩） - JASRAC作品コード：167-3267-7。
- ストライカー（作詞・作曲：米村大滋郎） - JASRAC作品コード：147-7206-0。
- 3ピース（作詞：内博貴・石垣大祐・淀川由浩、作曲：HΛL） - JASRAC作品コード：161-7806-8。
- 旅（作詞・作曲：石垣大祐） - JASRAC作品コード：167-2997-8。
- パラレルワールド（作詞・作曲：清水昭男） - JASRAC作品コード：146-4092-9。
- メロディー（作詞・作曲：伊郷アクン） - JASRAC作品コード：167-3270-7。
- 侘助（作詞・作曲：淀川由浩） - JASRAC作品コード：167-3266-9。
- ALIVE（作詞・作曲：藤家和依） - JASRAC作品コード：167-3007-1。
- ARE YOU READY?（作詞・作曲：米村大滋郎） - JASRAC作品コード：141-7668-8。
- BAD GIRL（作詞・作曲：米村大滋郎） - JASRAC作品コード：141-7671-8。
- BEAST SOUL（作詞：森田文人、近藤ナツコ、作曲：今井晶規） - JASRAC作品コード：162-5997-1。
- BEAUTIFUL MIND（作詞：相田毅、作曲：KIYO TSURUMI・CARBONE JOEY） - JASRAC作品コード：144-5548-0。
- DAYS（作詞・作曲：米村大滋郎） - JASRAC作品コード：139-0605-4。
- EMOTION（作詞・作曲：伊郷アクン） - JASRAC作品コード：184-4423-7。
- FROZEN SKY（作詞：JOHNSTON GREG,MCMASTER LUKE ANTHONY,MACRI TARA、作曲：田形美喜子） - JASRAC作品コード：1A4-8995-2。
- HEAD BANGING BOOGIE（作詞・作曲：宮﨑歩） - JASRAC作品コード：137-9544-9。
- IT'S A PARTY!（作詞・作曲：M-TAKESHI） - JASRAC作品コード：126-6174-1。
- MY WAY（作詞・作曲：米村大滋郎） - JASRAC作品コード：155-8283-3。
- NAKED（作詞・作曲：宮﨑歩） - JASRAC作品コード：141-7678-5。
- O.B（作詞・作曲：米村大滋郎） - JASRAC作品コード：151-1400-7。
- Precious Memory[15]（作詞：TAKESHI、作曲：飯田建彦） - JASRAC作品コード：126-7868-6。
- Holy Heaven[16]（作詞：飯田建彦・SPIN、作曲：飯田建彦） - JASRAC作品コード：122-6025-8。
- SHAKE IT（作詞・作曲：米村大滋郎） - JASRAC作品コード：146-4090-2。
- SNOW MT（作詞・作曲：米村大滋郎） - JASRAC作品コード：141-7669-6。
- TIME SLIP（作詞・作曲：米村大滋郎） - JASRAC作品コード：134-9094-0。
- TO YOU（作詞・作曲：米村大滋郎） - JASRAC作品コード：141-7670-0。
- WE LOVE XXX（作詞：QUESTION?、作曲：伊郷アクン） - JASRAC作品コード：186-8027-5。
- Y'S（作詞・作曲：米村大滋郎） - JASRAC作品コード：151-1398-1。

## 出演

### バラエティ番組
- ザ少年倶楽部（NHK BSプレミアム）

### 舞台・ミュージカル
- Johnnys Theater"SUMMARY"of Johnnys World（2004年8月8日 - 29日、原宿新ビッグトップ）米村・淀川・藤家・野田[6]
- One!-the history of Tackey-（2006年9月、日生劇場）藤家・米村・淀川・伊郷[17]
- 青春デンデケデケデケ（2007年3月5日 - 15日、ル テアトル銀座 by PARCO / 兵庫県立芸術文化センター中ホール）初主演（藤家・米村・石垣・淀川・伊郷）[1][18]
- PLAYZONE 2007 Change2Chance（2007年、青山劇場）[19]
- SUMMARY 2008（2008年8月2日 - 9月5日、お台場・青海 J地区特設会場「Johnnys Theater」）[20]
- PLAYZONE 2009 〜太陽からの手紙〜（2009年7月11日 - 8月9日、青山劇場 / 8月21日 - 26日、梅田芸術劇場）[21]淀川・石垣[22]
- オレの内（ウチ）に来てクリエ!〜Come on a my House!〜（2010年5月1日 - 9日、東京シアタークリエ） - 森光子『放浪記』の代替公演[23][24]、内博貴 with Question?として
- ジャニーズ銀座 Youの前にはMeがいる!（2012年5月22日 - 31日、シアタークリエ）内博貴 with Question?として[25]
- Johnny's Dome Theatre 〜SUMMARY〜（2012年9月8日・9日、TOKYO DOME CITY HALL）内博貴 with Question?として[26]

## ライブ

### 単独コンサート
| 年              | タイトル                                      | 公演日程                                                               | 会場 | 備考 |
| --------------- | --------------------------------------------- | ---------------------------------------------------------------------- | --- | --- |
| 2005年          | Question?「1st Live」                         | 9月2日                                                                 | ステラボール                                                                                            | 初の単独ライブ。当初1公演の予定だったが、2公演追加となった。                                                                                               |
| 2008年          | FiVe・Question? 2008 年忘れLIVE               | 12月30日・31日                                                         | JCBホール                                                                                               | 同じ事務所所属のバンド・FiVeとの対バンライブ。FLAT FIVE FLOWERSも出演。                                                                                    |
| 2009年          | ロックな仲間たち2009 初日の出 LIVE            | 1月1日                                                                 | JCBホール                                                                                               | ジャニーズ史上初めて深夜から行なわれたFiVeとのライブ。FLAT FIVE FROWERS、安田章大、内博貴、錦戸亮がゲスト出演。                                            |
| 2009年          | J Rock Dream MATCHY '09                       | 2月13日 - 2月22日                                                      | 日本武道館、大阪城ホール                                                                                | 近藤真彦プロデュースによる、ジャニーズのロックイベント。近藤真彦、FiVe、FLAT FIVE FROWERSと共演し、野村義男、今井翼がゲスト出演。                          |
| 2009年          | QUESTION FIVE FLOWERS                         | 3月29日 - 5月28日                                                      | 北海道厚生年金会館、Zepp Sendai、JCBホール、SHIBUYA AX、名古屋市公会堂、梅田芸術劇場、広島ALSOKホール   | FiVe、FLAT FIVE FROWERSと共に行われていたツアー。淀川・米村・石垣・藤家・伊郷で出演。当初11公演であったが、6公演を追加。名古屋公演のみ今井翼がゲスト出演。 |
| 2009年 - 2010年 | 内博貴 with FiVe & Question?                  | 12月2日 - 1月4日                                                       | Zepp Sapporo、国立代々木競技場 第一体育館、名古屋市公会堂、大阪城ホール、Zepp Fukuoka                   | 内博貴、FiVeとのジョイントライブツアー。 |
| 2010年          | Rockな仲間たち 2010 初日の出LIVE              | 1月1日                                                                 | JCBホール                                                                                               | 午前2時30分から始まった、FiVeとの対バンライブ。内博貴がゲスト出演。                                                                                        |
| 2010年          | 内博貴 with Question? LIVE 2010               | 12月14日 - 12月15日・12月17日 - 12月19日                               | Zepp Tokyo・森ノ宮ピロティホール（大阪）                                                                | |
| 2010年          | FiVe・Question? 年忘れLIVE 2010               | 12月30日                                                               | JCBホール                                                                                               | |
| 2011年          | 初日の出LIVE 2011                             | 1月1日                                                                 | JCBホール                                                                                               | FiVeとの対バンライブ。今井翼と内博貴がゲスト出演。 |
| 2011年          | みんなクリエに来てクリエ！2011 Question? Live | 5月11日・18日・19日                                                    | シアタークリエ                                                                                          | A.B.C-Zによる舞台『みんなクリエに来てクリエ！』のバックバンドを淀川、藤家、伊郷が勤めており、その同じ会場で急遽ライブの開催が決定した。                    |
| 2011年          | 内博貴 with Question? LIVE 2011               | 8月2日 - 8月4日・8月9日・8月16日・8月23日 - 8月24日・8月29日 - 8月31日 | 森ノ宮ピロティホール・Zepp Sapporo・Zepp Nagoya・Zepp Fukuoka・SHIBUYA-AX                               | |
| 2011年          | 内博貴 with Question?                         | 12月31日                                                               | TOKYO DOME CITY HALL                                                                                    | |
| 2012年          | Question? LIVE TOUR 2012                      | 3月8日･4月4日･4月16日･4月25日･5月6日                                   | LIVE SQUARE 2nd LINE(大阪)･CLUB JUNK BOX(仙台)･ell. FITS ALL(名古屋)･DRUM Be－1(福岡)･cube garden(札幌) | 初の単独全国tour。各会場、公演が終わったら握手会を開催。                                                                                                   |

- ワンマンライブ『You Gotta Rock』会場：Shibuya eggman[11]
  - 2007年6月13日（1回公演）・9月19日（2回公演）・11月14日（2回公演）
  - 2008年1月22日[11]（2回公演）・1月23日（1回公演）・3月26日（2回公演）・3月27日（2回公演）・5月21日・22日（各日2回公演）・7月23日・24日（各日2回公演）・11月18日・19日（各日2回公演）

### その他
- ジャニーズJr.の大冒険!（2006年8月15日 - 25日、ホテル・グランパシフィック・メリディアン）[42]
- 2007 謹賀新年 あけましておめでとう ジャニーズJr.大集合（2007年1月2日 - 7日、日本武道館）藤家・米村・石垣・淀川・伊郷[2][43]
- 関西ジャニーズJr. 大阪城ホール FIRST CONCERT2007（2007年5月6日、大阪城ホール）[44]
- ジャニーズJr.の大冒険! @メリディアン（2007年8月15日 - 24日、ホテル・グランパシフィック・メリディアン）[45]
- JOHNNYS'Jr. Hey Say 07 in YOKOHAMA ARENA（2007年9月23日・24日、横浜アリーナ）[46]
- 内博貴 年末年始 Rockな仲間たち大集合!（2008年12月19日 - 21日、横浜アリーナ / 2009年1月2日 - 4日、大阪城ホール）[47][48]
- フォーラム新記録!!ジャニーズJr.〔1日4公演やるぞ!〕コンサート（2009年6月7日、東京国際フォーラム）[49]
- ジャニーズJr.夏休み全員集合1日4公演!!（2009年8月18日、東京国際フォーラムホールA）[50]
- 跳べ！ジャニーズ年越し生歌合戦だピョン（2010年12月31日、東京ドーム）内博貴 with Question?として[51]